# Kreisbahn Krotoschin–Pleschen
| Streckenlänge: | bis zu 49,5 km      |                                                            |                                                            |
| Spurweite: | 750 mm (Schmalspur) |                                                            |                                                            |
| |                     |                                                            |                                                            |
| \| \| 0,00 \| Krotoszyn Wąskotorowy (Krotoschin; Übergang zu Staatsbahn)[1] \| Krotoszyn Wąskotorowy (Krotoschin; Übergang zu Staatsbahn)[1] \| \| \| \| Krotoszyn–Ostrów Wielkopolski (Krotoschin–Ostrowo) \| \| \| \| 0,88 \| Krotoszyn Stary \| Krotoszyn Stary \| \| \| 2,73 \| Nowy Folwark \| Nowy Folwark \| \| \| 4,86 \| Brzoza (Birkenstein) \| Brzoza (Birkenstein) \| \| \| 6,16 \| Henryków Wielkopolski \| Henryków Wielkopolski \| \| \| 7,44 \| Dzielice \| Dzielice \| \| \| 10,45 \| Rozdrażew (Rozdrazewo) \| Rozdrażew (Rozdrazewo) \| \| \| 12,56 \| Maciejew \| Maciejew \| \| \| 16,64 \| Nowa Wieś Krotoszyńska \| Nowa Wieś Krotoszyńska \| \| \| 18,54 \| Wyki \| Wyki \| \| \| 20,41 \| Koźminiec (Deutsch Koschmin) \| Koźminiec (Deutsch Koschmin) \| \| \| 22,66 \| Izbiczno (Eichdorf) \| Izbiczno (Eichdorf) \| \| \| 25,59 \| Dobrzyca (Dobrzyca) \| Dobrzyca (Dobrzyca) \| \| \| 27,64 \| Lutynia \| Lutynia \| \| \| \| Lutynia \| \| \| \| 31,06 \| Fabianów (Fabianow) \| Fabianów (Fabianow) \| \| \| \| Kluczbork–Poznań (Kreuzburg–Posen) \| \| \| \| 35,14 \| Pleszew Wąskotorowy (Pleschen Übergang) \| Pleszew Wąskotorowy (Pleschen Übergang) \| \| \| \| \| \| \| \| \| Plac Zabaw \| \| \| \| \| Przy Kauflandzie \| \| \| \| 38,62 \| Pleszew Miasto (Pleschen Stadt) \| Pleszew Miasto (Pleschen Stadt) \| \| \| \| Pleszew Wschód \| \| \| \| 42,69 \| Lenartowice \| Lenartowice \| \| \| \| Pacanowice \| \| \| \| 49,50 \| Broniszewice \| Broniszewice \| |                     |                                                            |                                                            |
| Haltepunkt / Haltestelle Streckenanfang (Strecke außer Betrieb) | 0,00                | Krotoszyn Wąskotorowy (Krotoschin; Übergang zu Staatsbahn) | Krotoszyn Wąskotorowy (Krotoschin; Übergang zu Staatsbahn) |
| Kreuzung geradeaus unten (Strecke geradeaus außer Betrieb) |                     | Krotoszyn–Ostrów Wielkopolski (Krotoschin–Ostrowo)         | Krotoszyn–Ostrów Wielkopolski (Krotoschin–Ostrowo)         |
| Haltepunkt / Haltestelle (Strecke außer Betrieb) | 0,88                | Krotoszyn Stary                                            | Krotoszyn Stary                                            |
| Haltepunkt / Haltestelle (Strecke außer Betrieb) | 2,73                | Nowy Folwark                                               | Nowy Folwark                                               |
| Haltepunkt / Haltestelle (Strecke außer Betrieb) | 4,86                | Brzoza (Birkenstein)                                       | Brzoza (Birkenstein)                                       |
| Haltepunkt / Haltestelle (Strecke außer Betrieb) | 6,16                | Henryków Wielkopolski                                      | Henryków Wielkopolski                                      |
| Haltepunkt / Haltestelle (Strecke außer Betrieb) | 7,44                | Dzielice                                                   | Dzielice                                                   |
| Haltepunkt / Haltestelle (Strecke außer Betrieb) | 10,45               | Rozdrażew (Rozdrazewo)                                     | Rozdrażew (Rozdrazewo)                                     |
| Haltepunkt / Haltestelle (Strecke außer Betrieb) | 12,56               | Maciejew                                                   | Maciejew                                                   |
| Haltepunkt / Haltestelle (Strecke außer Betrieb) | 16,64               | Nowa Wieś Krotoszyńska                                     | Nowa Wieś Krotoszyńska                                     |
| Haltepunkt / Haltestelle (Strecke außer Betrieb) | 18,54               | Wyki                                                       | Wyki                                                       |
| Haltepunkt / Haltestelle (Strecke außer Betrieb) | 20,41               | Koźminiec (Deutsch Koschmin)                               | Koźminiec (Deutsch Koschmin)                               |
| Haltepunkt / Haltestelle (Strecke außer Betrieb) | 22,66               | Izbiczno (Eichdorf)                                        | Izbiczno (Eichdorf)                                        |
| Haltepunkt / Haltestelle (Strecke außer Betrieb) | 25,59               | Dobrzyca (Dobrzyca)                                        | Dobrzyca (Dobrzyca)                                        |
| Haltepunkt / Haltestelle (Strecke außer Betrieb) | 27,64               | Lutynia                                                    | Lutynia                                                    |
| Brücke über Wasserlauf (Strecke außer Betrieb) |                     | Lutynia                                                    | Lutynia                                                    |
| Haltepunkt / Haltestelle (Strecke außer Betrieb) | 31,06               | Fabianów (Fabianow)                                        | Fabianów (Fabianow)                                        |
| Strecke von links · Kreuzung geradeaus unten (Strecke geradeaus außer Betrieb) |                     | Kluczbork–Poznań (Kreuzburg–Posen)                         | Kluczbork–Poznań (Kreuzburg–Posen)                         |
| Bahnhof · Haltepunkt / Haltestelle Strecke bis hier außer Betrieb | 35,14               | Pleszew Wąskotorowy (Pleschen Übergang)                    | Pleszew Wąskotorowy (Pleschen Übergang)                    |
| Strecke nach rechts · Strecke |                     |                                                            |                                                            |
| Haltepunkt / Haltestelle |                     | Plac Zabaw                                                 | Plac Zabaw                                                 |
| Haltepunkt / Haltestelle |                     | Przy Kauflandzie                                           | Przy Kauflandzie                                           |
| Haltepunkt / Haltestelle Strecke ab hier außer Betrieb | 38,62               | Pleszew Miasto (Pleschen Stadt)                            | Pleszew Miasto (Pleschen Stadt)                            |
| Haltepunkt / Haltestelle (Strecke außer Betrieb) |                     | Pleszew Wschód                                             | Pleszew Wschód                                             |
| Haltepunkt / Haltestelle (Strecke außer Betrieb) | 42,69               | Lenartowice                                                | Lenartowice                                                |
| Haltepunkt / Haltestelle (Strecke außer Betrieb) |                     | Pacanowice                                                 | Pacanowice                                                 |
| Haltepunkt / Haltestelle Streckenende (Strecke außer Betrieb) | 49,50               | Broniszewice                                               | Broniszewice                                               |

Die Kreisbahn Krotoschin–Pleschen verband im Süden der ehemaligen preußischen Provinz Posen die Kreisstadt des Landkreises Krotoschin mit der Kreisstadt  des Nachbarkreises Pleschen.

## Geschichte
In den Jahren 1875 bis 1888 war die Stadt Krotoschin mit 13.000 Einwohnern zu einem kleinen Bahnknotenpunkt geworden, wo sich die 1886 verstaatlichte Strecke Jarotschin–Öls der ehemaligen Oels-Gnesener Eisenbahn-Gesellschaft und die Staatsbahnstrecke Ostrowo–Lissa kreuzten. Um nun auch den Nordosten des Kreisgebietes an das Schienennetz anzuschließen, wurde von den Kreisen Krotoschin und Pleschen gemeinsam eine Kleinbahn gebaut. Sie nahm am 15. Mai 1900 den Betrieb von Krotoschin bis zu der Ortschaft Dobrzyca (26 Kilometer) auf, überschritt dann ab 10. Juli 1900 die Kreisgrenze und erreichte die Station Pleschen an der 1875 von der Posen-Kreuzburger Eisenbahn errichteten, seit 1884 verstaatlichten Strecke Jarotschin–Ostrowo.
Die in Schmalspur von 750 mm erbaute Kleinbahn war nun 35,5 Kilometer lang. Um auch die etwa vier Kilometer östlich gelegene Kreisstadt Pleschen, in der 8.000 Einwohner lebten, mit dem Staatsbahnhof, der bei der Kleinbahn Pleschen Übergang hieß, zu verbinden, wurde von dort eine Fortsetzung der Kleinbahn zum Stadtbahnhof hergestellt. Der Personenverkehr begann am 21. Januar und der Güterverkehr am 13. Februar 1901 allerdings auf einem normalspurigen Gleis. Erst ab 1905/07 wurde eine dritte Schiene für Schmalspurfahrzeuge hinzugefügt. Im Jahr 1914 gab es 17 Zugpaare auf dieser „Stadtbahn“.
Damals umfasste das Kleinbahnnetz eine Länge von 40,5 Kilometern. Im Fahrzeugbestand waren 8 Dampflokomotiven, 8 Personen- und 4 Packwagen sowie 83 Güter- und 8 Spezialwagen.
Während des Zweiten Weltkrieges war die Kreisbahn als „Krotoschin-Pleschener Eisenbahn“ zeitweise den Gaubahnen Wartheland unterstellt.
Abgesehen von einem 300 Meter langen Anschlussgleis, das am 26. März 1912 zwischen dem Kleinbahnhof Krotoschin und einer Brauerei in Betrieb genommen worden war, blieb das Netz bis zum Jahr 1946 unverändert. Dann verlängerte man die Schmalspurbahn von Pleschen Stadt bis Broniszewice um weitere 10,6 Kilometer.
Der Personenverkehr soll bis 1987 bedient worden sein.
Zwischen Pleszew und Pleszew Miasto verkehren wieder Personenzüge.

## Belege und Anmerkungen
1. ↑  Aufgrund Nichtunterscheidung im Eisenbahnatlas wird auch hier zwischen Bahnhöfen und Haltepunkten nicht unterschieden.
2. ↑  Fahrplan 2016 (Memento des Originals vom 8. August 2016 im Internet Archive)  Info: Der Archivlink wurde automatisch eingesetzt und noch nicht geprüft. Bitte prüfe Original- und Archivlink gemäß Anleitung und entferne dann diesen Hinweis.